# Fed Cup 2015 Zona Asia/Oceania
La Zona Asia/Oceania (Asia/Oceania Zone) è una delle 3 divisioni zonali nell'ambito della Fed Cup 2015. Essa è a sua volta suddivisa in due gruppi (Gruppo I, Gruppo II) formati rispettivamente da 8 e 13 squadre, inserite in tali gruppi in base ai risultati ottenuti l'anno precedente.

## Gruppo I
- Sede: Guangdong Olympic Tennis Centre, Guangzhou, Cina (cemento outdoor)
- Periodo: 4-7 febbraio
- Formula: due gironi (Pool) da quattro squadre ciascuno, in cui ogni squadra affronta le altre incluse nel proprio Pool. Successivamente la prima in classifica del Pool A affronta la prima del Pool B per l'ammissione agli spareggi del Gruppo Mondiale II. Le ultime di ciascun Pool si affrontano in una finale parallela per evitare la retrocessione al Gruppo II.

|   | Pool A (Dettagli)   | Giappone (bandiera) | Corea del Sud (bandiera) | Uzbekistan (bandiera) | Hong Kong (bandiera) |   |                     | Pool B (Dettagli) | Kazakistan (bandiera) | Cina (bandiera) | Thailandia (bandiera) | Taipei cinese (bandiera) |
| 1 | Giappone (3-0)      |                     | 3-0                      | 3-0                   | 3-0                  | 1 | Kazakistan (3-0)    |                   | 2-1                   | 2-1             | 2-1                   |                          |
| 2 | Corea del Sud (2-1) | 0-3                 |                          | 2-1                   | 3-0                  | 2 | Cina (2-1)          | 1-2               |                       | 2-1             | 2-1                   |                          |
| 3 | Uzbekistan (1-2)    | 0-3                 | 1-2                      |                       | 3-0                  | 3 | Thailandia (1-2)    | 1-2               | 1-2                   |                 | 2-1                   |                          |
| 4 | Hong Kong (0-3)     | 0-3                 | 0-3                      | 0-3                   |                      | 4 | Taipei cinese (0-3) | 1-2               | 1-2                   | 1-2             |                       |                          |

### Spareggio promozione
| Giappone 2 | Guangdong Olympic Tennis Centre, Guangzhou, Cina 7 febbraio 2015 cemento outdoor | Guangdong Olympic Tennis Centre, Guangzhou, Cina 7 febbraio 2015 cemento outdoor | Kazakistan 0 |      |     |             |
| \| \| \| \| 1 \| 2 \| 3 \| \| \| - \| \| ---------------------------------------------------------- \| --- \| ---- \| --- \| ----------- \| \| 1 \| \| Misaki Doi Julija Putinceva \| 6 1 \| 6 3 \| \| \| \| 2 \| \| Kurumi Nara Jaroslava Švedova \| 2 6 \| 7 64 \| 6 2 \| \| \| 3 \| \| Shūko Aoyama / Eri Hozumi Zarina Dijas / Jaroslava Švedova \| \| \| \| non giocato \| |                                                                                  |                                                                                  |              |      |     |             |
| |                                                                                  |                                                                                  | 1            | 2    | 3   |             |
| 1 | Giappone (bandiera) · Kazakistan (bandiera)                                      | Misaki Doi Julija Putinceva                                                      | 6 1          | 6 3  |     |             |
| 2 | Giappone (bandiera) · Kazakistan (bandiera)                                      | Kurumi Nara Jaroslava Švedova                                                    | 2 6          | 7 64 | 6 2 |             |
| 3 | Giappone (bandiera) · Kazakistan (bandiera)                                      | Shūko Aoyama / Eri Hozumi Zarina Dijas / Jaroslava Švedova                       |              |      |     | non giocato |

### Spareggio 3º/4º posto
| Cina 1 | Guangdong Olympic Tennis Centre, Guangzhou, Cina 7 febbraio 2015 cemento outdoor | Guangdong Olympic Tennis Centre, Guangzhou, Cina 7 febbraio 2015 cemento outdoor | Corea del Sud 2 |     |   |        |
| \| \| \| \| 1 \| 2 \| 3 \| \| \| - \| \| ---------------------------------------------------- \| --- \| --- \| - \| ------ \| \| 1 \| \| Qiang Wang So-Ra Lee \| 6 2 \| 6 2 \| \| \| \| 2 \| \| Saisai Zheng Ji-Hee Choi \| 2 \| \| \| ritiro \| \| 3 \| \| Qiang Wang / Saisai Zheng Na-Lae Han / Su-Jeong Jang \| \| \| \| w/o \| |                                                                                  |                                                                                  |                 |     |   |        |
| |                                                                                  |                                                                                  | 1               | 2   | 3 |        |
| 1 | Cina (bandiera) · Corea del Sud (bandiera)                                       | Qiang Wang So-Ra Lee                                                             | 6 2             | 6 2 |   |        |
| 2 | Cina (bandiera) · Corea del Sud (bandiera)                                       | Saisai Zheng Ji-Hee Choi                                                         | 2               |     |   | ritiro |
| 3 | Cina (bandiera) · Corea del Sud (bandiera)                                       | Qiang Wang / Saisai Zheng Na-Lae Han / Su-Jeong Jang                             |                 |     |   | w/o    |

### Spareggio 5º/6º posto
| Thailandia 2 | Guangdong Olympic Tennis Centre, Guangzhou, Cina 7 febbraio 2015 cemento outdoor | Guangdong Olympic Tennis Centre, Guangzhou, Cina 7 febbraio 2015 cemento outdoor | Uzbekistan 0 |      |     |             |
| \| \| \| \| 1 \| 2 \| 3 \| \| \| - \| \| ------------------------------------------------------------------------- \| --- \| ---- \| --- \| ----------- \| \| 1 \| \| Tamarine Tanasugarn Sabina Šaripova \| 6 1 \| 7 65 \| \| \| \| 2 \| \| Luksika Kumkhum Nigina Abduraimova \| 4 6 \| 6 4 \| 6 2 \| \| \| 3 \| \| Nicha Lertpitaksinchai / Peangtarn Plipuech Arina Folts / Sabina Šaripova \| \| \| \| non giocato \| |                                                                                  |                                                                                  |              |      |     |             |
| |                                                                                  |                                                                                  | 1            | 2    | 3   |             |
| 1 | Thailandia (bandiera) · Uzbekistan (bandiera)                                    | Tamarine Tanasugarn Sabina Šaripova                                              | 6 1          | 7 65 |     |             |
| 2 | Thailandia (bandiera) · Uzbekistan (bandiera)                                    | Luksika Kumkhum Nigina Abduraimova                                               | 4 6          | 6 4  | 6 2 |             |
| 3 | Thailandia (bandiera) · Uzbekistan (bandiera)                                    | Nicha Lertpitaksinchai / Peangtarn Plipuech Arina Folts / Sabina Šaripova        |              |      |     | non giocato |

### Spareggio retrocessione
| Hong Kong 1 | Guangdong Olympic Tennis Centre, Guangzhou, Cina 7 febbraio 2015 cemento outdoor | Guangdong Olympic Tennis Centre, Guangzhou, Cina 7 febbraio 2015 cemento outdoor | Taipei cinese 2 |     |     |        |
| \| \| \| \| 1 \| 2 \| 3 \| \| \| - \| \| --------------------------------------------------------- \| --- \| --- \| --- \| ------ \| \| 1 \| \| Ho Ching Wu Yung-Jan Chan \| 1 6 \| 3 6 \| \| \| \| 2 \| \| Ling Zhang Su-Wei Hsieh \| 6 3 \| 4 6 \| 3 6 \| \| \| 3 \| \| Man Ying Ng / Chun-Wing Sher Yung-Jan Chan / Ya-Hsuan Lee \| 2 6 \| 0 1 \| \| ritiro \| |                                                                                  |                                                                                  |                 |     |     |        |
| |                                                                                  |                                                                                  | 1               | 2   | 3   |        |
| 1 | Hong Kong (bandiera) · Taipei cinese (bandiera)                                  | Ho Ching Wu Yung-Jan Chan                                                        | 1 6             | 3 6 |     |        |
| 2 | Hong Kong (bandiera) · Taipei cinese (bandiera)                                  | Ling Zhang Su-Wei Hsieh                                                          | 6 3             | 4 6 | 3 6 |        |
| 3 | Hong Kong (bandiera) · Taipei cinese (bandiera)                                  | Man Ying Ng / Chun-Wing Sher Yung-Jan Chan / Ya-Hsuan Lee                        | 2 6             | 0 1 |     | ritiro |

### Verdetti
- Giappone ai playoff per il Gruppo Mondiale II.
- Hong Kong retrocessa nel Gruppo II per il 2016.

## Gruppo II
- Impianto: SAAP Tennis Complex, Hyderabad, India (cemento)
- Date: 14-18 aprile

Squadre partecipanti
- Filippine
- India
- Indonesia
- Iran
- Iraq
- Kirghizistan
- Malaysia

- Oman
- Comunità del Pacifico
- Pakistan
- Singapore
- Sri Lanka
- Turkmenistan